# 最高法院法令 (加拿大)
《最高法院法令》（英語：Supreme Court Act）是加拿大國會通過的一項法令，以設立加拿大最高法院。它最初於1875年作為《最高法院及財務法院法令》（Supreme and Exchequer Courts Act）通過。然而，當時最高法院尚未成為加拿大法律的最高權威，因為最高法院的案件仍可上訴至樞密院司法委員會。
《最高法院法令》並非加拿大憲法的一部分，而只是由國會使用《1867年憲法法令》第101條賦予的權力通過。該法令在1982年加拿大憲法回歸期間也沒有被當作憲法的一部分， 儘管在憲法修訂中提到了法院本身。由於法院是在常規法規中界定的，因此可以認為可以透過國會法令廢除法院。然而，在《關於〈最高法院法令〉第5及6條的轉介》（Reference re Supreme Court Act, ss. 5 and 6）中，法院裁定，根據《1982年憲法法令》第41(d)條，該法令的某些部分，如其組成，只能透過憲法修正案的方式修訂。

## 第53條
該法令第53條賦予政府提交轉介問題的權力。這一直是有爭議的，因為《1867年憲法法令》規定了普通上訴法院，但沒有規定可以接收轉介問題的法院；然而，這項規定被認為是符合憲法的。
在《關於魁北克分離權的轉介》（Reference re Secession of Quebec）中，最高法院審視了第53條的適用性。魁北克省政府辯稱，分離權不是轉介問題的有效基礎，但法院不同意。

## 備註及參考文獻

### 備註
1. ↑  1933年通过修订《刑事法典》，终止了枢密院司法委员会的刑事案件终审权，而其民事案件终审权亦于1949年通过修订《最高法院法令》的方式废止。[1] （注意在相关修正案之前开始的案件仍保留上诉的可能性。）

## 外部連結
- 《最高法院法令》文本 （页面存档备份，存于）